# Масальский, Анджей
Князь Анджей (Андрей Фёдорович) Масальский (ум. 1651) — государственный деятель Великого княжества Литовского, маршалок гродненский (с 1618), каштелян брест-литовский (1627—1643), воевода минский (1643—1645) и берестейский (1645—1651).
Представитель обширного русско-литовского княжеского рода Масальских (Рюриковичи). Происходил из олекшицкой линии князей Масальских, сын маршалка господарского и гродненского, князя Фёдора Ивановича Мосальского (ум. 1617), и Богданы Андреевны Лукомской. Братья — князья Александр (ум. 1614) и Григорий (ум. 1641).
Князь Анджей Масальский принадлежал к группе католических сенаторов, назначенных польским королём Сигизмундом III Вазой. 

## Биография
С 1618 года Анджей Масальский за военные и гражданские службы назначается на должность маршалка гродненского. 
В 1621 году вместе с братом князем Григорием Фёдоровичем судится с вдовой умершего брата князя Александра Фёдоровича.
В 1627 году был назначен каштеляном брест-литовским. 
В 1628 году подписывает в числе прочих инструкцию послам на сейм.
В 1632 году присутствует на присяге вновь избранного короля Владислава. В этом же году каштелян берестейский Анджей Масальский подписал протест против постановления конвокационного сейма, гарантировавшего религиозную свободу диссидентам и православным.
В 1633 году получает привилегию на имение в Стародубовском повете.
В 1635 году упоминается, как совладелец имения Олекшиц и владелец имений Вейсеи и Черние. 
В марте 1643 года получил должность воеводы минского, которую занимал до 13 января 1645 года, когда был назначен воеводой берестейским. 
В 1648 году воевода берестейский Анджей Масальский участвовал в избрании Яна II Казимира Вазы на польский королевский престол. В этом же году упоминается по поводу бегства его челядинца, увезшего с собой 30.000 злотых.
В 1659 году упоминается умершим.

## Семья
Был дважды женат. Его первой женой стала Эльжбета Вейхер, дочь воеводы хелминского Яна Вейхера (1580—1626) и Анны Щавинской (ум. 1627). Дети:
- Князь Мосальский Станислав Андреевич (ум. 1670) — подкоморий гродненский
- Княжна Мосальская Изабелла Андреевна —  жена хорунжего волковысского Лукаша Войны

Вторично женился на Кристине Тышкевич (ум. после 1655), единственной дочери воеводы киевского Януша Тышкевича (1590—1649) и Ядвиги Белжецкой. Дети:
- Князь Масальский Казимир (Остафий) Андреевич (ум. 1656) — королевский покоевый дворянин, в 1648 году участвует в избрании короля Яна-Казимира по брестскому воеводству. Был в походе под Берестечком во главе сформированного за свой счёт отряд драгун, в 1654 году участвовал в войне с Россией, где и погиб. Был женат на Екатерине Вибрановской.
- Княжна Мосальская Марцибелла Андреевна  —  жена старосты горждовского Войны.
- Княжна Мосальская Анна Андреевна — в 1676 году монахиня Брестского монастыря Святой Бригитты.